# Episodi di Miracle Workers (seconda stagione)
La seconda stagione della serie televisiva Miracle Workers, denominata Miracle Workers: Dark Ages, è composta da 10 episodi ed è andata in onda negli Stati Uniti sul canale TBS, dal 28 gennaio al 31 marzo 2020.
In Italia la stagione è andata in onda, dopo la mezzanotte, dall'8 ottobre al 19 novembre 2020 in seconda serata su Italia 1 dopo Le Iene. 
 A causa della riprogrammazione dei palinsesti per l'emergenza COVID-19, la trasmissione su Italia 1 della stagione è stata più volte rinviata: inizialmente prevista per il 26 febbraio 2020 è stata poi posticipata al 18 marzo 2020. Un ulteriore posticipo aveva portato la trasmissione della serie al 23 aprile 2020, in seconda serata, con il ritorno de Le Iene, ma aveva visto il ritorno solo di quest'ultimo programma.
| nº | Titolo originale  | Titolo italiano        | Prima TV USA     | Prima TV Italia  |
| -- | ----------------- | ---------------------- | ---------------- | ---------------- |
| 1  | Graduation        | Primo giorno di lavoro | 28 gennaio 2020  | 9 ottobre 2020   |
| 2  | Help Wanted       | Cercasi aiutante       | 4 febbraio 2020  | 9 ottobre 2020   |
| 3  | Road Trip         | Il buco                | 11 febbraio 2020 | 16 ottobre 2020  |
| 4  | Internship        | Apprendistato          | 18 febbraio 2020 | 16 ottobre 2020  |
| 5  | Holiday           | La festa del raccolto  | 25 febbraio 2020 | 23 ottobre 2020  |
| 6  | Music Festival    | Il concerto            | 3 marzo 2020     | 30 ottobre 2020  |
| 7  | Day in Court      | Un giorno in tribunale | 10 marzo 2020    | 6 novembre 2020  |
| 8  | First Date        | Il primo appuntamento  | 17 marzo 2020    | 13 novembre 2020 |
| 9  | Moving Out Part 1 | Partenza - I parte     | 24 marzo 2020    | 20 novembre 2020 |
| 10 | Moving Out Part 2 | Partenza - II parte    | 31 marzo 2020    | 20 novembre 2020 |